# Austrodecus bathyale
Austrodecus bathyale är en havsspindelart som beskrevs av Stock, J.H. 1991. Austrodecus bathyale ingår i släktet Austrodecus och familjen Austrodecidae. Inga underarter finns listade.